# Жаманшин
Жаманшин (каз. жаман шың — жаман — плохой, злой, страшный; шың — пик, стекловидная хрупкая порода) — ударный кратер в Иргизском районе Актюбинской области Республики Казахстан. Размер внутреннего кольца кратера примерно 7×7 км, есть также менее выраженное внешнее кольцо.
По результатам радиоизотопного анализа возраст кратера около 1 миллиона лет (по другим оценкам — до 53 млн лет). По наиболее широко принятой гипотезе, образовался в результате падения на Землю метеорита (возможно, астероида или ядра кометы) диаметром от 200 до 400 метров, испарившегося при взрыве. В момент взрыва температура окружающей среды в районе падения достигала 1700 °C. Непосредственно после взрыва глубина кратера была не менее 500 метров (возможно, даже 1000 метров). В настоящее время максимальный перепад высот составляет 250—300 метров.
Жаманшин впервые исследовали учёные А. Яншин и В. Вахрамеев в 1937—1939 годах. Геологи изучали и в итоге нашли частицы палеозойской эры на поверхности земли. В течение ряда лет – в 1946, 1957, 1961 и 1963 годах они изучали кратер. После многолетних исследований московский профессор Павел Васильевич Флоренский, к которому отправляли пробы грунта, пришёл к выводу в 1975—1976 гг., что в Жаманшин упал и исчез метеорит, а образовавшимся при мощном столкновении породам учёный дал названия «иргизит» и «жаманшинит».
Учёный Института геологии и геофизики Сибирского отделения Российской Академии наук доктор геолого-минералогических наук Э. П. Изох в течение многих лет разрабатывал гипотезу происхождения тектитов, согласно которой возраст кратера примерно 10 тысяч лет. Эта гипотеза позволяет устранить противоречие между радиогенным возрастом тектитов кратера и возрастом геологических пород вокруг кратера, в которых находится импактная прослойка, связанная с образованием кратера.
Это одно из немногих на Земле месторождений тектитов (иргизитов) и единственный кратер, в котором одновременно обнаруживаются тектиты и импактиты. В кратере находят также вспенившийся лешательерит (кварцевое стекло) и минералы, содержащие трёхвалентный титан.
Кратер является природным заказником Иргизского района. Как достопримечательность, пользуется популярностью у туристов.